# Bobowska koronka klockowa

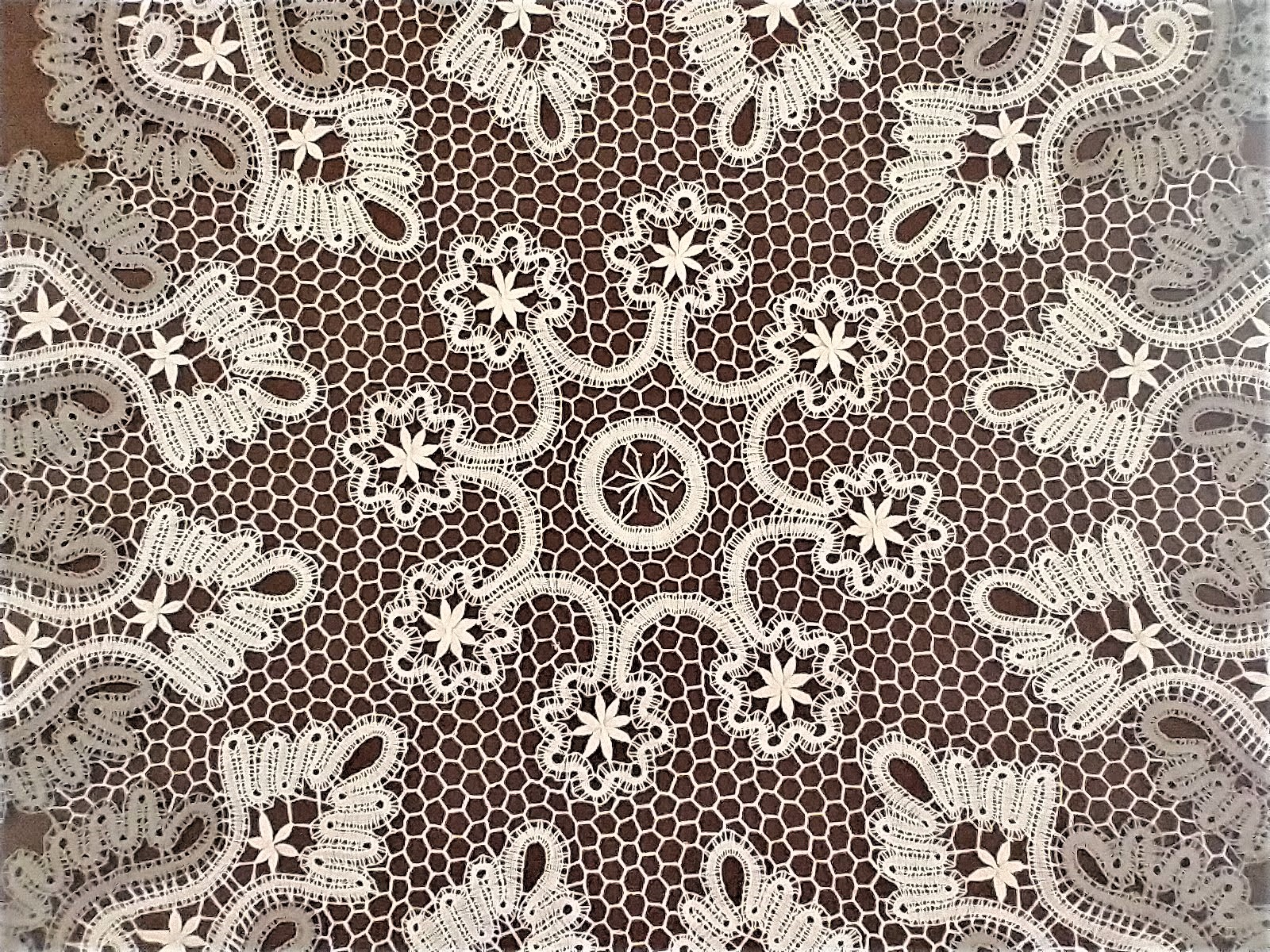
Koronka bobowska

Bobowska koronka klockowa – ręcznie wykonywana polska odmiana lnianej koronki klockowej, charakterystyczna dla Bobowej i jej okolic.

## Historia
Metoda wyplatania koronki bobowskiej pochodzi z Włoch i Belgii: Genui, Mediolanu i Brugii. W Bobowej sztukę tę rozwijano od XVI wieku, co wiąże się z barokową formą koronek. W 1899 założono w mieście Krajową Szkołę Koronkarską. Jej uczennice zdobyły w 1902 brązowy medal na wystawie w Saint Louis, a w 1905 złoty medal w San Francisco. Od 1949 o poziom wykonania koronek i sprzedaż wyrobów dbała Spółdzielnia Pracy „Koronka-Bobowa”. W 1995 powstało w Bobowej Stowarzyszenie Twórczości Regionalnej. Za cel przyjęło m.in. ochronę lokalnej sztuki koronkarskiej przed zapomnieniem. 
Początkowo zapotrzebowanie na koronki bobowskie zgłaszały warstwy bogate, zwłaszcza dwory, mieszczaństwo i parafie. Produkty wykonywane są przede wszystkim przez kobiety (mężczyźni i chłopcy stanowią zdecydowaną mniejszość). Osoby te powiązane są szczególną siecią koligacji rodzinnych o charakterze klanowym. Wielopokoleniowe i wielodzietne rodziny zaangażowane w wytwarzanie koronek przekazują sobie umiejętności techniczne. W przypadku osłabienia któregoś z ogniw pokoleniowych, umiejętność wytwarzania koronek w danym klanie może być zagrożona. Wytwarzanie koronek jest silnie związane z życiem religijnym (np. obowiązuje zakaz tkania w niedziele) oraz kultem św. Zofii, patronki bobowskiego kościoła.

## Sposób wykonywania i wzory
Najstarsze zachowane egzemplarze koronek bobowskich mają format taśmowy i kolisty (charakterystyczny też dla koronki klockowej z innych krajów) oraz silną barokową formę. Format kolisty (rozeta) jest w tym przypadku najbardziej nośny symbolicznie. Koronki są symetryczne (jedno- lub wieloosiowo). Liczba ściegów lub motywów ma znaczenie symboliczne (np. trzy ściegi to Trójca Święta, a pięć ściegów to pięć ran Chrystusa). Ornamenty bobowskie powielają znane od wieków symbole i znaki poprzez geometryzację form znanych z otoczenia. Wśród takich ornamentów wyróżnić można elementy zoomorficzne (np. paw, kogut, kaczka, jeleń), antropomorficzne (np. sylwetki, twarze, dłonie), teomorficzne (np. atrybuty boskie lub świętych, szopki, korona cierniowa), floralne (np. drzewa, kwiaty, liście), akwatyczne (np. fale), chtoniczne (np. wielokąty, strzałki, romby), lunarne (np. księżyce, gwiazdy), solarne (np. słoneczka, rozety, elipsy) i narracyjne (np. tzw. Cygańska Droga). Najbardziej tradycyjne koronki bobowskie nie replikują wzorów zoomorficznych, a jedynie geometryczne w najbardziej uproszczonej formie.

## Promocja
Zbiory historyczne i artystyczne związane z koronką bobowską gromadzi Galeria Koronki Klockowej w Bobowej, a popularyzację tradycji prowadzi miasto w ramach Międzynarodowego Festiwalu Koronki Klockowej (od 2000).
W marcu 2023 roku decyzją Ministra Kultury i dziedzictwa Narodowego koronka bobowska została wpisana na krajową listę niematerialnego dziedzictwa kulturowego. 

## Galeria

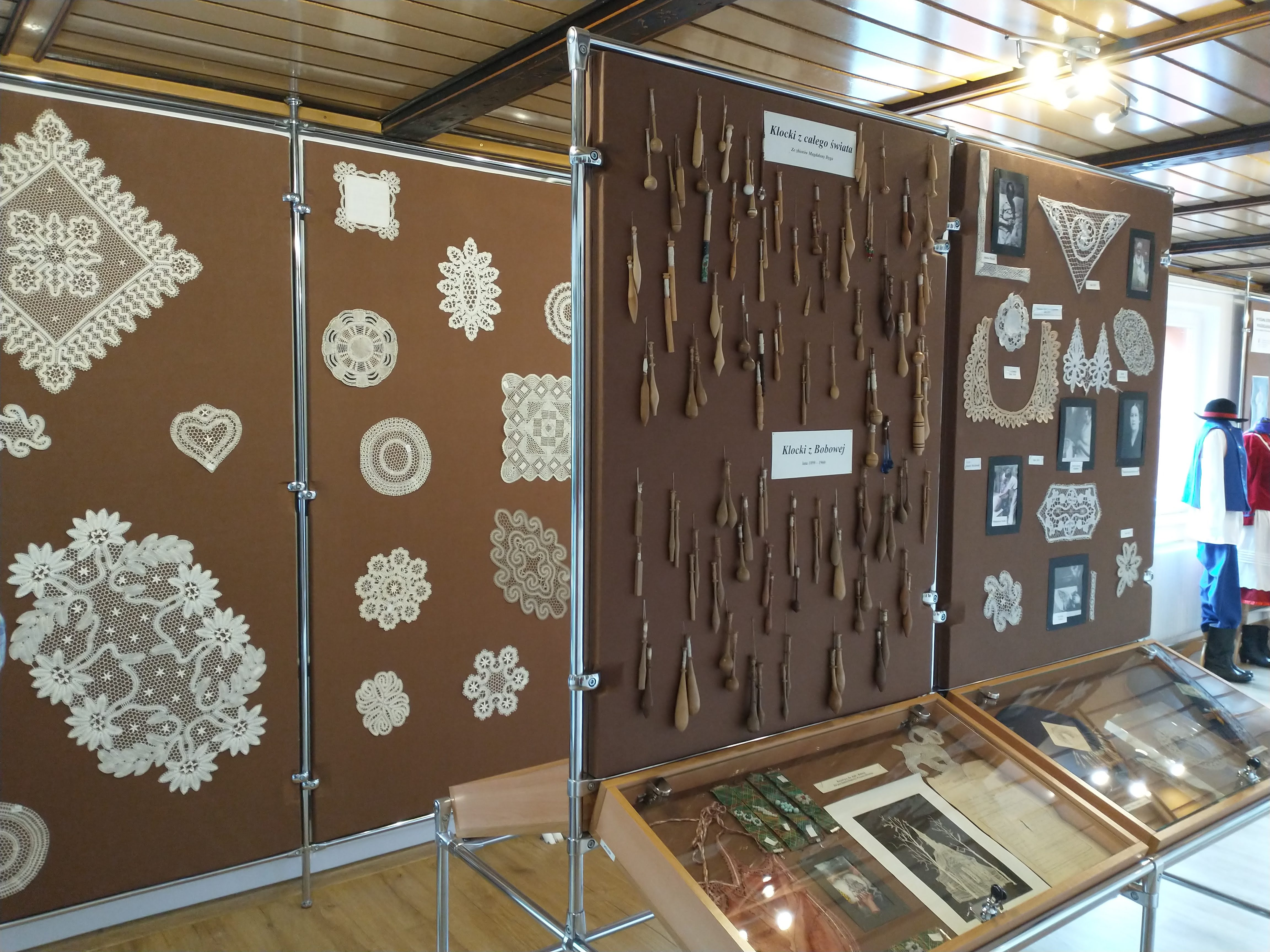
Fragment ekspozycji Galerii Koronki Klockowej w Bobowej
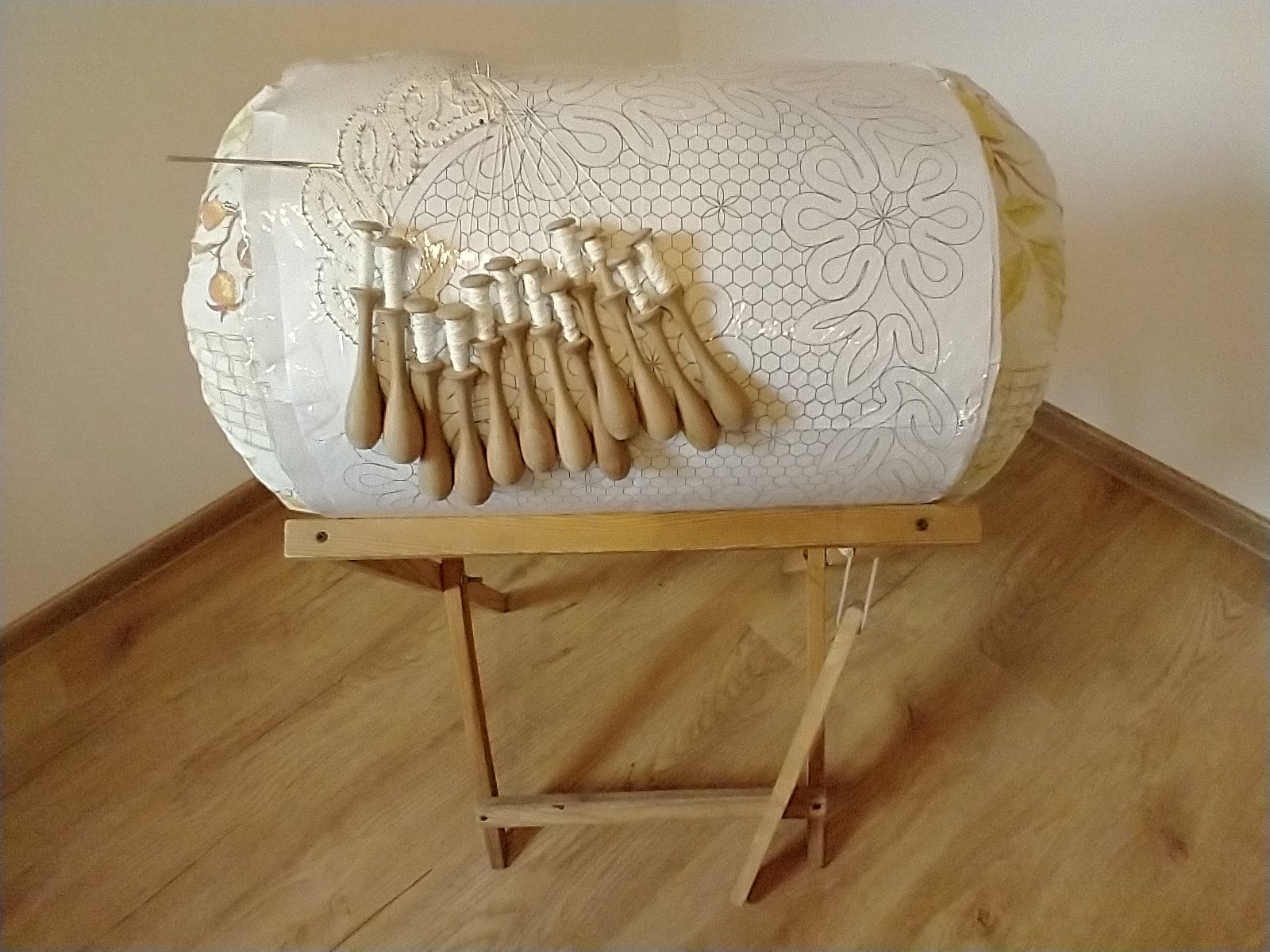
Bęben do tkania koronek
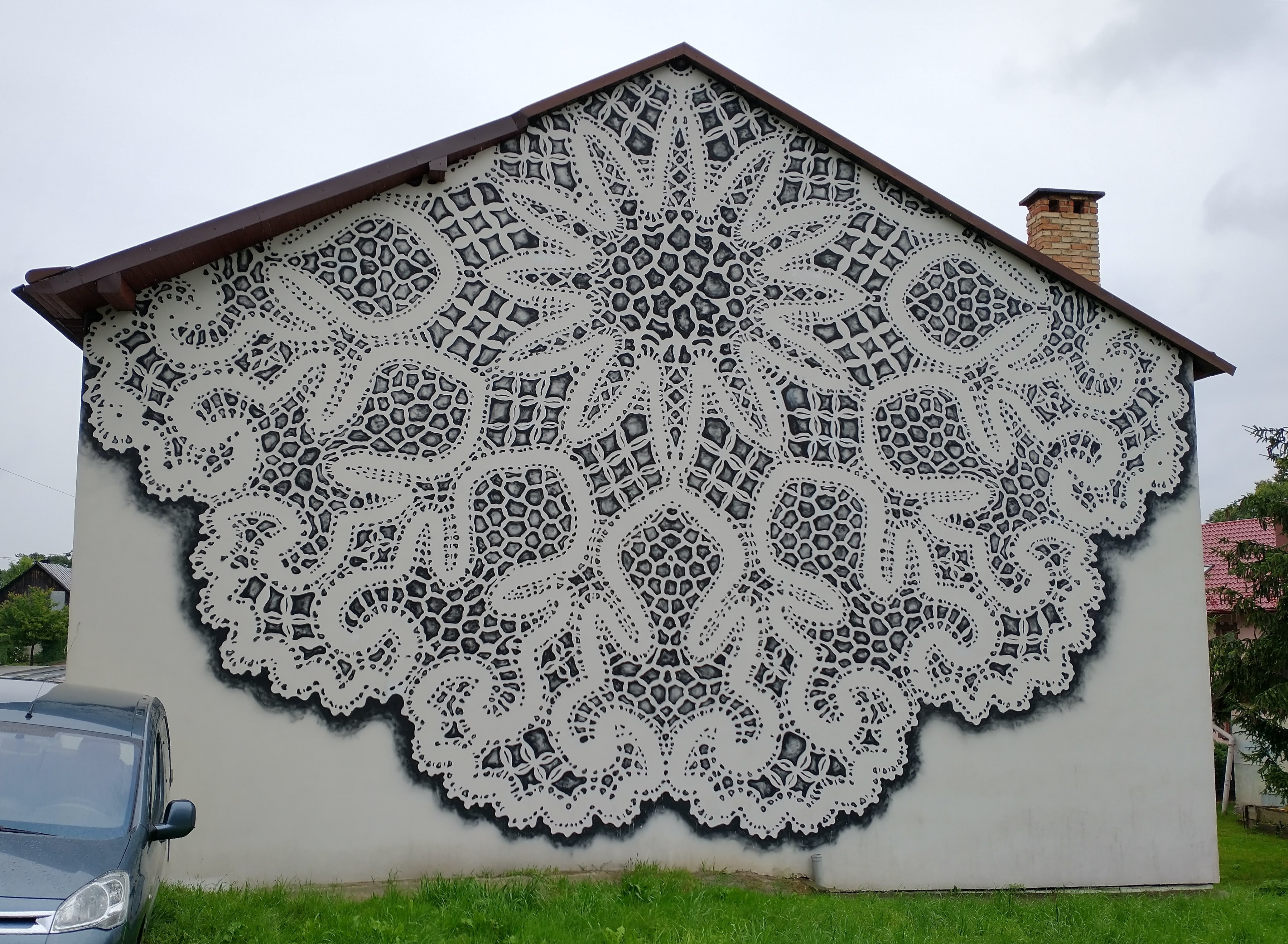
Mural w Bobowej (NeSpoon)